# 长肢滑蜥
长肢滑蜥（学名：Scincella doriae）为石龙子科滑蜥属的爬行动物。分布于缅甸、泰国以及中国大陆的四川、云南等地。该物种的模式产地在缅甸。

## 保护
本种于2023年被收录入《有重要生态、科学、社会价值的陆生野生动物名录》。